# 足羽郡
- 令制国一覧 > 北陸道 > 越前国 > 足羽郡
- 日本 > 中部地方 > 福井県 > 足羽郡

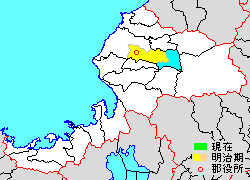
福井県足羽郡の位置（黄：明治期 水色：後に他郡から編入した区域）

足羽郡（あすわぐん）は、福井県（越前国）にあった郡。

## 郡域
1878年（明治11年）に行政区画として発足した当時の郡域は、福井市の一部（概ね福井市街の南半および北四ツ居町、南四ツ居町、大東、上北野、問屋町、和田中町、栂野町、合島町、荒木新保町、荒木町、成願寺町、篠尾町より南東かつ獺ヶ口町、境寺町、椙谷町、東天田町、西天田町、蔵作町、浄教寺町以西）にあたる。

## 歴史

### 近世以降の沿革
- 「旧高旧領取調帳」では明治初年時点で、全域が福井藩領とされているが、国立公文書館所蔵「府藩県高帳」などによると廃藩置県前後で1村が大野藩領となっている[1]。「旧高旧領取調帳」に記載されている村は以下の通り。●は村内に寺社領が存在。（1町156村）

福井城下、石場畑方、木田地方、松本地方、●三橋地方、城ノ橋向村、勝見村、和田出作、下四ツ居村、米松村、北四ツ居村、四ツ居渡村、西方村、淵上村、和田中村、和田東村、栂野村、稲津村、荒木新保村、合島村、荒木村、成願寺村、篠尾村、高尾村、前波村、宿布村、大谷村、高田村、福島村、獺ヶ口村、品ヶ瀬村、朝谷島村、境寺村、椙谷村、小宇坂島村、小宇坂村、西天田村、東天田村、蔵作村、朝谷村、小和清水村、三万谷村、三万谷別所村、市波村、田尻村、安波賀村、城戸ノ内村、鹿俣村、浄教寺村、脇三ヶ村、南山村、田中村、東郷村、福田村、上東郷村、小路村、安原村、下東郷村、東郷中島村、下毘沙門村、中毘沙門村、上毘沙門村、西大味村、東大味村、生部村、西袋村、上細江村、下細江村、上六条村、下六条村、小稲津村、上莇生田村、下莇生田村、下馬村、板垣村、大町別所村、大町村、下河北村、上河北村、半田村、大土呂村、鉾ヶ崎村、角原村、徳尾村、金谷村、下市村、深谷村、境村、明里村、角折村、飯塚村、東下野村、小山谷村、加茂河原村、若杉村、福村、門前村、山奥村、花堂村、西谷村、久喜津村、下江守村、島村、淵村、江守中村、大島村、南江守村、江端村、中荒井村、下荒井村、今市村、冬野村、安保村、杉谷村、引目村、浅水村、浅水二日町村、真木村、中野村、三十八社村、下江尻村、花守村、合谷村、三尾野村、南居村、荒木別所村、田治島村、新開村、西下野村、種池村、三本木村、安波賀中島村、東新町村、末広村、北山村、奈良瀬村、西新町村、新保村、円成寺村、栃泉村、森行村、太田村、生野村、大村、大瀬村、天王村、舞屋村、徳光村、水越村、菅谷村、深見村、主計中村、二上村、帆谷村、岩倉村、大久保村、上江尻村
- 明治4年
  - 7月14日（1871年8月29日） - 廃藩置県により福井県（第1次）と大野県の管轄となる[1]。
  - 11月20日（1871年12月31日） - 第1次府県統合により足羽県の管轄となる。
- 明治初年（1町158村）
  - 三橋地方の一部が分立して東明里村となる。
  - 三尾野村の一部が分立して三尾野出作村となる。
  - 新保村が改称して北山新保村となる。
- 明治5年（1町160村）
  - このころまでに下市村の一部が分立して小渡村となる。
  - このころまでに角折村の一部が分立して大渡村となる。
  - このころまでに島村が改称して久喜津島村となる。
- 明治6年（1873年）1月14日 - 敦賀県の管轄となる。
- 明治8年（1876年）8月21日 - 第2次府県統合により石川県の管轄となる。
- 明治11年（1878年）12月17日 - 郡区町村編制法の石川県での施行により、行政区画としての足羽郡が発足。「足羽吉田郡役所」が福井佐佳枝上町に設置され、吉田郡とともに管轄。
- 明治13年（1880年） - このころ福井城下の一部（田原下町）が分立して田原下村となる。（1町161村）
- 明治14年（1881年）2月7日 - 福井県（第2次）の管轄となる。
- 明治17年（1884年）（1町159村）
  - 三尾野出作村の所属郡が丹生郡に変更。
  - 東郷村・福田村が合併して東郷二ヶ村となる。
  - このころ大谷村が改称して宇坂大谷村となる。

### 町村制以降の沿革

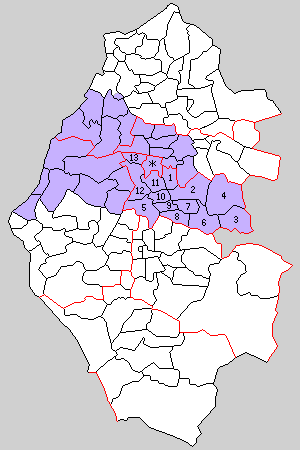
1.和田村 2.酒生村 3.上宇坂村 4.下宇坂村 5.麻生津村 6.一乗谷村 7.東郷村 8.上文殊村 9.下文殊村 10.六条村 11.木田村 12.社村 13.東安居村（紫：福井市 ＊：発足時の福井市）

- 明治22年（1889年）4月1日 - 市制の施行により、福井城下[注釈 1]・石場畑方の区域をもって福井市が発足し、郡より離脱。
- 同日、町村制の施行により、以下の町村が発足。全域が現・福井市。（13村）
  - 和田村 ← 城ノ橋向村、和田出作、勝見村、西方村、淵上村、和田東村、和田中村、吉田郡下北野村、上北野村
  - 酒生村 ← 栂野村、稲津村、荒木新保村、成願寺村、篠尾村、高尾村、前波村、宿布村
  - 上宇坂村 ← 品ヶ瀬村、朝谷島村、朝谷村、境寺村、椙谷村、小宇坂村、小宇坂島村、蔵作村、東天田村、西天田村
  - 下宇坂村 ← 高田村、宇坂大谷村、田尻村、三万谷村、三万谷別所村、市波村、福島村、大久保村、奈良瀬村、小和清水村、獺ヶ口村
  - 麻生津村 ← 引目村、杉谷村、中荒井村、今市村、浅水二日町村、浅水村、真木村、三十八社村、下江尻村、上江尻村、中野村、花守村、三尾野村、冬野村、安保村、鉾ヶ崎村、主計中村、末広村、森行村、三本木村、徳尾村、生野村、角原村
  - 一乗谷村 ← 安波賀中島村、安波賀村、城戸ノ内村、西新町村、鹿俣村、東新町村、浄教寺村
  - 東郷村 ← 東郷中島村、円成寺村、下東郷村、上東郷村、深見村、栃泉村、東郷二ヶ村、下毘沙門村、中毘沙門村、上毘沙門村、安原村、小路村、南山村、脇三ヶ村
  - 上文殊村 ← 徳光村、帆谷村、北山村、北山新保村、大村、西袋村、生部村、西大味村、東大味村、田治島村、田中村、岩倉村
  - 下文殊村 ← 上細江村、下細江村、上河北村、下河北村、太田村、二上村、半田村、大土呂村、新開村
  - 六条村 ← 大町村、大町別所村、下六条村、小稲津村、上六条村、天王村、上莇生田村、下莇生田村、下荒井村、江端村、大島村
  - 木田村 ← 山奥村、花堂村、木田地方、板垣村、下馬村
  - 社村 ← 南居村、合谷村、南江守村、舞屋村、西谷村、江守中村、種池村、門前村、福村、淵村、下江守村、久喜津島村、久喜津村、西下野村、東下野村、若杉村、加茂河原村、小山谷村
  - 東安居村 ← 明里村、東明里村、三橋地方、境村、菅谷村、水越村、大瀬村、飯塚村、角折村、下市村、金谷村、大渡村、小渡村
  - 深谷村・田原下村が吉田郡西藤島村の一部となる。
  - 松本地方が吉田郡円山西村の一部となる。
  - 下四ツ居村・米松村・北四ツ居村・四ツ居渡村が吉田郡円山東村の一部となる。
  - 合島村・荒木別所村・荒木村が吉田郡岡保村の一部となる。
- 明治24年（1891年）4月1日 - 郡制を施行。郡役所は仮に旧・足羽吉田郡役所に設置。
- 明治27年（1894年）4月7日 - 郡役所を木田村木田地方に設置。
- 明治32年（1899年）1月14日 - 酒生村が吉田郡岡保村の一部（荒木・合島の一部）を編入。
- 大正12年（1923年）4月1日 - 郡会が廃止。郡役所は存続。
- 大正15年（1926年）7月1日 - 郡役所が廃止。以降は地域区分名称となる。
- 昭和6年（1931年）4月1日 - 東安居村の一部（三橋）が福井市に編入。
- 昭和11年（1936年）
  - 5月1日 - 和田村が福井市に編入。（12村）
  - 10月1日 - 木田村が福井市に編入。（11村）
- 昭和14年（1939年）8月1日 - 東安居村が福井市に編入。（10村）
- 昭和24年（1949年）4月1日 - 社村の一部（小山谷）が福井市に編入。
- 昭和29年（1954年）4月1日 - 社村が福井市に編入。（9村）
- 昭和30年（1955年）
  - 2月11日 - 上宇坂村・下宇坂村が大野郡芦見村・羽生村・上味見村・下味見村と合併して美山村が発足。（8村）
  - 3月31日 - 酒生村・一乗谷村・上文殊村・下文殊村・六条村が合併して足羽村が発足。（4村）
  - 7月10日 - 東郷村が足羽村に編入。（3村）
- 昭和31年（1956年）4月10日 - 足羽村の一部（大町別所・大町・江端・大島・下荒井）が福井市に編入。
- 昭和32年（1957年）10月1日 - 麻生津村が福井市に編入。（2村）
- 昭和35年（1960年）8月1日 - 足羽村が町制施行して足羽町となる。（1町1村）
- 昭和39年（1964年）8月1日 - 美山村が町制施行して美山町となる。（2町）
- 昭和46年（1971年）9月1日 - 足羽町が福井市に編入。（1町）
- 平成18年（2006年）2月1日 - 美山町が福井市に編入。同日足羽郡消滅。

### 変遷表
| 所 属 郡 | 明治以前       | 明治初年 - 明治22年        | 明治22年 4月1日 町村制施行 | 明治22年 - 昭和20年          | 昭和21年 - 昭和30年          | 昭和31年 - 昭和35年          | 昭和36年 - 昭和64年         | 平成元年 - 現在             | 現在   |
| -------- | -------------- | -------------------------- | -------------------------- | ---------------------------- | ---------------------------- | ---------------------------- | --------------------------- | --------------------------- | ------ |
| 足 羽 郡 | 福井城下       | 福井城下                   | 福井市                     | 福井市                       | 福井市                       | 福井市                       | 福井市                      | 福井市                      | 福井市 |
| 足 羽 郡 | 石場畑方       | 石場畑方                   | 福井市                     | 福井市                       | 福井市                       | 福井市                       | 福井市                      | 福井市                      | 福井市 |
| 足 羽 郡 | 城ノ橋向村     | 城ノ橋向村                 | 和田村                     | 昭和11年5月1日 福井市に編入  | 福井市                       | 福井市                       | 福井市                      | 福井市                      | 福井市 |
| 足 羽 郡 | 和田出作       | 和田出作                   | 和田村                     | 昭和11年5月1日 福井市に編入  | 福井市                       | 福井市                       | 福井市                      | 福井市                      | 福井市 |
| 足 羽 郡 | 勝見村         | 勝見村                     | 和田村                     | 昭和11年5月1日 福井市に編入  | 福井市                       | 福井市                       | 福井市                      | 福井市                      | 福井市 |
| 足 羽 郡 | 西方村         | 西方村                     | 和田村                     | 昭和11年5月1日 福井市に編入  | 福井市                       | 福井市                       | 福井市                      | 福井市                      | 福井市 |
| 足 羽 郡 | 淵上村         | 淵上村                     | 和田村                     | 昭和11年5月1日 福井市に編入  | 福井市                       | 福井市                       | 福井市                      | 福井市                      | 福井市 |
| 足 羽 郡 | 和田東村       | 和田東村                   | 和田村                     | 昭和11年5月1日 福井市に編入  | 福井市                       | 福井市                       | 福井市                      | 福井市                      | 福井市 |
| 足 羽 郡 | 和田中村       | 和田中村                   | 和田村                     | 昭和11年5月1日 福井市に編入  | 福井市                       | 福井市                       | 福井市                      | 福井市                      | 福井市 |
| 足 羽 郡 | 下北野村       | 下北野村                   | 和田村                     | 昭和11年5月1日 福井市に編入  | 福井市                       | 福井市                       | 福井市                      | 福井市                      | 福井市 |
| 足 羽 郡 | 上北野村       | 上北野村                   | 和田村                     | 昭和11年5月1日 福井市に編入  | 福井市                       | 福井市                       | 福井市                      | 福井市                      | 福井市 |
| 足 羽 郡 | 山奥村         | 山奥村                     | 木田村                     | 昭和11年10月1日 福井市に編入 | 福井市                       | 福井市                       | 福井市                      | 福井市                      | 福井市 |
| 足 羽 郡 | 花堂村         | 花堂村                     | 木田村                     | 昭和11年10月1日 福井市に編入 | 福井市                       | 福井市                       | 福井市                      | 福井市                      | 福井市 |
| 足 羽 郡 | 木田地方       | 木田地方                   | 木田村                     | 昭和11年10月1日 福井市に編入 | 福井市                       | 福井市                       | 福井市                      | 福井市                      | 福井市 |
| 足 羽 郡 | 板垣村         | 板垣村                     | 木田村                     | 昭和11年10月1日 福井市に編入 | 福井市                       | 福井市                       | 福井市                      | 福井市                      | 福井市 |
| 足 羽 郡 | 下馬村         | 下馬村                     | 木田村                     | 昭和11年10月1日 福井市に編入 | 福井市                       | 福井市                       | 福井市                      | 福井市                      | 福井市 |
| 足 羽 郡 | 三橋地方       | 三橋地方                   | 東安居村                   | 昭和6年4月1日 福井市に編入   | 福井市                       | 福井市                       | 福井市                      | 福井市                      | 福井市 |
| 足 羽 郡 | 三橋地方       | 明治初年 分立 東明里村     | 東安居村                   | 昭和14年8月1日 福井市に編入  | 福井市                       | 福井市                       | 福井市                      | 福井市                      | 福井市 |
| 足 羽 郡 | 明里村         | 明里村                     | 東安居村                   | 昭和14年8月1日 福井市に編入  | 福井市                       | 福井市                       | 福井市                      | 福井市                      | 福井市 |
| 足 羽 郡 | 境村           | 境村                       | 東安居村                   | 昭和14年8月1日 福井市に編入  | 福井市                       | 福井市                       | 福井市                      | 福井市                      | 福井市 |
| 足 羽 郡 | 菅谷村         | 菅谷村                     | 東安居村                   | 昭和14年8月1日 福井市に編入  | 福井市                       | 福井市                       | 福井市                      | 福井市                      | 福井市 |
| 足 羽 郡 | 水越村         | 水越村                     | 東安居村                   | 昭和14年8月1日 福井市に編入  | 福井市                       | 福井市                       | 福井市                      | 福井市                      | 福井市 |
| 足 羽 郡 | 大瀬村         | 大瀬村                     | 東安居村                   | 昭和14年8月1日 福井市に編入  | 福井市                       | 福井市                       | 福井市                      | 福井市                      | 福井市 |
| 足 羽 郡 | 飯塚村         | 飯塚村                     | 東安居村                   | 昭和14年8月1日 福井市に編入  | 福井市                       | 福井市                       | 福井市                      | 福井市                      | 福井市 |
| 足 羽 郡 | 金谷村         | 金谷村                     | 東安居村                   | 昭和14年8月1日 福井市に編入  | 福井市                       | 福井市                       | 福井市                      | 福井市                      | 福井市 |
| 足 羽 郡 | 角折村         | 角折村                     | 東安居村                   | 昭和14年8月1日 福井市に編入  | 福井市                       | 福井市                       | 福井市                      | 福井市                      | 福井市 |
| 足 羽 郡 | 角折村         | 明治5年頃 分立 大渡村      | 東安居村                   | 昭和14年8月1日 福井市に編入  | 福井市                       | 福井市                       | 福井市                      | 福井市                      | 福井市 |
| 足 羽 郡 | 下市村         | 下市村                     | 東安居村                   | 昭和14年8月1日 福井市に編入  | 福井市                       | 福井市                       | 福井市                      | 福井市                      | 福井市 |
| 足 羽 郡 | 下市村         | 明治5年頃 分立 小渡村      | 東安居村                   | 昭和14年8月1日 福井市に編入  | 福井市                       | 福井市                       | 福井市                      | 福井市                      | 福井市 |
| 足 羽 郡 | 小山谷村       | 小山谷村                   | 社村                       | 社村                         | 昭和24年4月1日 福井市に編入  | 福井市                       | 福井市                      | 福井市                      | 福井市 |
| 足 羽 郡 | 南居村         | 南居村                     | 社村                       | 社村                         | 昭和29年4月1日 福井市に編入  | 福井市                       | 福井市                      | 福井市                      | 福井市 |
| 足 羽 郡 | 合谷村         | 合谷村                     | 社村                       | 社村                         | 昭和29年4月1日 福井市に編入  | 福井市                       | 福井市                      | 福井市                      | 福井市 |
| 足 羽 郡 | 南江守村       | 南江守村                   | 社村                       | 社村                         | 昭和29年4月1日 福井市に編入  | 福井市                       | 福井市                      | 福井市                      | 福井市 |
| 足 羽 郡 | 舞屋村         | 舞屋村                     | 社村                       | 社村                         | 昭和29年4月1日 福井市に編入  | 福井市                       | 福井市                      | 福井市                      | 福井市 |
| 足 羽 郡 | 西谷村         | 西谷村                     | 社村                       | 社村                         | 昭和29年4月1日 福井市に編入  | 福井市                       | 福井市                      | 福井市                      | 福井市 |
| 足 羽 郡 | 江守中村       | 江守中村                   | 社村                       | 社村                         | 昭和29年4月1日 福井市に編入  | 福井市                       | 福井市                      | 福井市                      | 福井市 |
| 足 羽 郡 | 種池村         | 種池村                     | 社村                       | 社村                         | 昭和29年4月1日 福井市に編入  | 福井市                       | 福井市                      | 福井市                      | 福井市 |
| 足 羽 郡 | 門前村         | 門前村                     | 社村                       | 社村                         | 昭和29年4月1日 福井市に編入  | 福井市                       | 福井市                      | 福井市                      | 福井市 |
| 足 羽 郡 | 福村           | 福村                       | 社村                       | 社村                         | 昭和29年4月1日 福井市に編入  | 福井市                       | 福井市                      | 福井市                      | 福井市 |
| 足 羽 郡 | 淵村           | 淵村                       | 社村                       | 社村                         | 昭和29年4月1日 福井市に編入  | 福井市                       | 福井市                      | 福井市                      | 福井市 |
| 足 羽 郡 | 下江守村       | 下江守村                   | 社村                       | 社村                         | 昭和29年4月1日 福井市に編入  | 福井市                       | 福井市                      | 福井市                      | 福井市 |
| 足 羽 郡 | 島村           | 明治5年頃 改称 久喜津島村  | 社村                       | 社村                         | 昭和29年4月1日 福井市に編入  | 福井市                       | 福井市                      | 福井市                      | 福井市 |
| 足 羽 郡 | 久喜津村       | 久喜津村                   | 社村                       | 社村                         | 昭和29年4月1日 福井市に編入  | 福井市                       | 福井市                      | 福井市                      | 福井市 |
| 足 羽 郡 | 西下野村       | 西下野村                   | 社村                       | 社村                         | 昭和29年4月1日 福井市に編入  | 福井市                       | 福井市                      | 福井市                      | 福井市 |
| 足 羽 郡 | 東下野村       | 東下野村                   | 社村                       | 社村                         | 昭和29年4月1日 福井市に編入  | 福井市                       | 福井市                      | 福井市                      | 福井市 |
| 足 羽 郡 | 若杉村         | 若杉村                     | 社村                       | 社村                         | 昭和29年4月1日 福井市に編入  | 福井市                       | 福井市                      | 福井市                      | 福井市 |
| 足 羽 郡 | 加茂河原村     | 加茂河原村                 | 社村                       | 社村                         | 昭和29年4月1日 福井市に編入  | 福井市                       | 福井市                      | 福井市                      | 福井市 |
| 足 羽 郡 | 引目村         | 引目村                     | 麻生津村                   | 麻生津村                     | 麻生津村                     | 昭和32年10月1日 福井市に編入 | 福井市                      | 福井市                      | 福井市 |
| 足 羽 郡 | 杉谷村         | 杉谷村                     | 麻生津村                   | 麻生津村                     | 麻生津村                     | 昭和32年10月1日 福井市に編入 | 福井市                      | 福井市                      | 福井市 |
| 足 羽 郡 | 中荒井村       | 中荒井村                   | 麻生津村                   | 麻生津村                     | 麻生津村                     | 昭和32年10月1日 福井市に編入 | 福井市                      | 福井市                      | 福井市 |
| 足 羽 郡 | 今市村         | 今市村                     | 麻生津村                   | 麻生津村                     | 麻生津村                     | 昭和32年10月1日 福井市に編入 | 福井市                      | 福井市                      | 福井市 |
| 足 羽 郡 | 浅水二日町村   | 浅水二日町村               | 麻生津村                   | 麻生津村                     | 麻生津村                     | 昭和32年10月1日 福井市に編入 | 福井市                      | 福井市                      | 福井市 |
| 足 羽 郡 | 浅水村         | 浅水村                     | 麻生津村                   | 麻生津村                     | 麻生津村                     | 昭和32年10月1日 福井市に編入 | 福井市                      | 福井市                      | 福井市 |
| 足 羽 郡 | 真木村         | 真木村                     | 麻生津村                   | 麻生津村                     | 麻生津村                     | 昭和32年10月1日 福井市に編入 | 福井市                      | 福井市                      | 福井市 |
| 足 羽 郡 | 三十八社村     | 三十八社村                 | 麻生津村                   | 麻生津村                     | 麻生津村                     | 昭和32年10月1日 福井市に編入 | 福井市                      | 福井市                      | 福井市 |
| 足 羽 郡 | 下江尻村       | 下江尻村                   | 麻生津村                   | 麻生津村                     | 麻生津村                     | 昭和32年10月1日 福井市に編入 | 福井市                      | 福井市                      | 福井市 |
| 足 羽 郡 | 上江尻村       | 上江尻村                   | 麻生津村                   | 麻生津村                     | 麻生津村                     | 昭和32年10月1日 福井市に編入 | 福井市                      | 福井市                      | 福井市 |
| 足 羽 郡 | 中野村         | 中野村                     | 麻生津村                   | 麻生津村                     | 麻生津村                     | 昭和32年10月1日 福井市に編入 | 福井市                      | 福井市                      | 福井市 |
| 足 羽 郡 | 花守村         | 花守村                     | 麻生津村                   | 麻生津村                     | 麻生津村                     | 昭和32年10月1日 福井市に編入 | 福井市                      | 福井市                      | 福井市 |
| 足 羽 郡 | 三尾野村       | 三尾野村                   | 麻生津村                   | 麻生津村                     | 麻生津村                     | 昭和32年10月1日 福井市に編入 | 福井市                      | 福井市                      | 福井市 |
| 足 羽 郡 | 冬野村         | 冬野村                     | 麻生津村                   | 麻生津村                     | 麻生津村                     | 昭和32年10月1日 福井市に編入 | 福井市                      | 福井市                      | 福井市 |
| 足 羽 郡 | 安保村         | 安保村                     | 麻生津村                   | 麻生津村                     | 麻生津村                     | 昭和32年10月1日 福井市に編入 | 福井市                      | 福井市                      | 福井市 |
| 足 羽 郡 | 鉾ヶ崎村       | 鉾ヶ崎村                   | 麻生津村                   | 麻生津村                     | 麻生津村                     | 昭和32年10月1日 福井市に編入 | 福井市                      | 福井市                      | 福井市 |
| 足 羽 郡 | 主計中村       | 主計中村                   | 麻生津村                   | 麻生津村                     | 麻生津村                     | 昭和32年10月1日 福井市に編入 | 福井市                      | 福井市                      | 福井市 |
| 足 羽 郡 | 末広村         | 末広村                     | 麻生津村                   | 麻生津村                     | 麻生津村                     | 昭和32年10月1日 福井市に編入 | 福井市                      | 福井市                      | 福井市 |
| 足 羽 郡 | 森行村         | 森行村                     | 麻生津村                   | 麻生津村                     | 麻生津村                     | 昭和32年10月1日 福井市に編入 | 福井市                      | 福井市                      | 福井市 |
| 足 羽 郡 | 三本木村       | 三本木村                   | 麻生津村                   | 麻生津村                     | 麻生津村                     | 昭和32年10月1日 福井市に編入 | 福井市                      | 福井市                      | 福井市 |
| 足 羽 郡 | 徳尾村         | 徳尾村                     | 麻生津村                   | 麻生津村                     | 麻生津村                     | 昭和32年10月1日 福井市に編入 | 福井市                      | 福井市                      | 福井市 |
| 足 羽 郡 | 生野村         | 生野村                     | 麻生津村                   | 麻生津村                     | 麻生津村                     | 昭和32年10月1日 福井市に編入 | 福井市                      | 福井市                      | 福井市 |
| 足 羽 郡 | 角原村         | 角原村                     | 麻生津村                   | 麻生津村                     | 麻生津村                     | 昭和32年10月1日 福井市に編入 | 福井市                      | 福井市                      | 福井市 |
| 足 羽 郡 | 下六条村       | 下六条村                   | 六条村                     | 六条村                       | 昭和30年3月31日 足羽村       | 昭和31年4月10日 福井市に編入 | 福井市                      | 福井市                      | 福井市 |
| 足 羽 郡 | 小稲津村       | 小稲津村                   | 六条村                     | 六条村                       | 昭和30年3月31日 足羽村       | 昭和31年4月10日 福井市に編入 | 福井市                      | 福井市                      | 福井市 |
| 足 羽 郡 | 上六条村       | 上六条村                   | 六条村                     | 六条村                       | 昭和30年3月31日 足羽村       | 昭和31年4月10日 福井市に編入 | 福井市                      | 福井市                      | 福井市 |
| 足 羽 郡 | 天王村         | 天王村                     | 六条村                     | 六条村                       | 昭和30年3月31日 足羽村       | 昭和31年4月10日 福井市に編入 | 福井市                      | 福井市                      | 福井市 |
| 足 羽 郡 | 上莇生田村     | 上莇生田村                 | 六条村                     | 六条村                       | 昭和30年3月31日 足羽村       | 昭和31年4月10日 福井市に編入 | 福井市                      | 福井市                      | 福井市 |
| 足 羽 郡 | 下莇生田村     | 下莇生田村                 | 六条村                     | 六条村                       | 昭和30年3月31日 足羽村       | 昭和31年4月10日 福井市に編入 | 福井市                      | 福井市                      | 福井市 |
| 足 羽 郡 | 大町村         | 大町村                     | 六条村                     | 六条村                       | 昭和30年3月31日 足羽村       | 昭和35年8月1日 町制 足羽町   | 昭和46年9月1日 福井市に編入 | 福井市                      | 福井市 |
| 足 羽 郡 | 大町別所村     | 大町別所村                 | 六条村                     | 六条村                       | 昭和30年3月31日 足羽村       | 昭和35年8月1日 町制 足羽町   | 昭和46年9月1日 福井市に編入 | 福井市                      | 福井市 |
| 足 羽 郡 | 下荒井村       | 下荒井村                   | 六条村                     | 六条村                       | 昭和30年3月31日 足羽村       | 昭和35年8月1日 町制 足羽町   | 昭和46年9月1日 福井市に編入 | 福井市                      | 福井市 |
| 足 羽 郡 | 江端村         | 江端村                     | 六条村                     | 六条村                       | 昭和30年3月31日 足羽村       | 昭和35年8月1日 町制 足羽町   | 昭和46年9月1日 福井市に編入 | 福井市                      | 福井市 |
| 足 羽 郡 | 大島村         | 大島村                     | 六条村                     | 六条村                       | 昭和30年3月31日 足羽村       | 昭和35年8月1日 町制 足羽町   | 昭和46年9月1日 福井市に編入 | 福井市                      | 福井市 |
| 足 羽 郡 | 安波賀中島村   | 安波賀中島村               | 一乗谷村                   | 一乗谷村                     | 昭和30年3月31日 足羽村       | 昭和35年8月1日 町制 足羽町   | 昭和46年9月1日 福井市に編入 | 福井市                      | 福井市 |
| 足 羽 郡 | 安波賀村       | 安波賀村                   | 一乗谷村                   | 一乗谷村                     | 昭和30年3月31日 足羽村       | 昭和35年8月1日 町制 足羽町   | 昭和46年9月1日 福井市に編入 | 福井市                      | 福井市 |
| 足 羽 郡 | 城戸ノ内村     | 城戸ノ内村                 | 一乗谷村                   | 一乗谷村                     | 昭和30年3月31日 足羽村       | 昭和35年8月1日 町制 足羽町   | 昭和46年9月1日 福井市に編入 | 福井市                      | 福井市 |
| 足 羽 郡 | 西新町村       | 西新町村                   | 一乗谷村                   | 一乗谷村                     | 昭和30年3月31日 足羽村       | 昭和35年8月1日 町制 足羽町   | 昭和46年9月1日 福井市に編入 | 福井市                      | 福井市 |
| 足 羽 郡 | 鹿俣村         | 鹿俣村                     | 一乗谷村                   | 一乗谷村                     | 昭和30年3月31日 足羽村       | 昭和35年8月1日 町制 足羽町   | 昭和46年9月1日 福井市に編入 | 福井市                      | 福井市 |
| 足 羽 郡 | 東新町村       | 東新町村                   | 一乗谷村                   | 一乗谷村                     | 昭和30年3月31日 足羽村       | 昭和35年8月1日 町制 足羽町   | 昭和46年9月1日 福井市に編入 | 福井市                      | 福井市 |
| 足 羽 郡 | 浄教寺村       | 浄教寺村                   | 一乗谷村                   | 一乗谷村                     | 昭和30年3月31日 足羽村       | 昭和35年8月1日 町制 足羽町   | 昭和46年9月1日 福井市に編入 | 福井市                      | 福井市 |
| 足 羽 郡 | 徳光村         | 徳光村                     | 上文殊村                   | 上文殊村                     | 昭和30年3月31日 足羽村       | 昭和35年8月1日 町制 足羽町   | 昭和46年9月1日 福井市に編入 | 福井市                      | 福井市 |
| 足 羽 郡 | 帆谷村         | 帆谷村                     | 上文殊村                   | 上文殊村                     | 昭和30年3月31日 足羽村       | 昭和35年8月1日 町制 足羽町   | 昭和46年9月1日 福井市に編入 | 福井市                      | 福井市 |
| 足 羽 郡 | 北山村         | 北山村                     | 上文殊村                   | 上文殊村                     | 昭和30年3月31日 足羽村       | 昭和35年8月1日 町制 足羽町   | 昭和46年9月1日 福井市に編入 | 福井市                      | 福井市 |
| 足 羽 郡 | 新保村         | 明治初年 改称北山新保村    | 上文殊村                   | 上文殊村                     | 昭和30年3月31日 足羽村       | 昭和35年8月1日 町制 足羽町   | 昭和46年9月1日 福井市に編入 | 福井市                      | 福井市 |
| 足 羽 郡 | 大村           | 大村                       | 上文殊村                   | 上文殊村                     | 昭和30年3月31日 足羽村       | 昭和35年8月1日 町制 足羽町   | 昭和46年9月1日 福井市に編入 | 福井市                      | 福井市 |
| 足 羽 郡 | 西袋村         | 西袋村                     | 上文殊村                   | 上文殊村                     | 昭和30年3月31日 足羽村       | 昭和35年8月1日 町制 足羽町   | 昭和46年9月1日 福井市に編入 | 福井市                      | 福井市 |
| 足 羽 郡 | 生部村         | 生部村                     | 上文殊村                   | 上文殊村                     | 昭和30年3月31日 足羽村       | 昭和35年8月1日 町制 足羽町   | 昭和46年9月1日 福井市に編入 | 福井市                      | 福井市 |
| 足 羽 郡 | 西大味村       | 西大味村                   | 上文殊村                   | 上文殊村                     | 昭和30年3月31日 足羽村       | 昭和35年8月1日 町制 足羽町   | 昭和46年9月1日 福井市に編入 | 福井市                      | 福井市 |
| 足 羽 郡 | 東大味村       | 東大味村                   | 上文殊村                   | 上文殊村                     | 昭和30年3月31日 足羽村       | 昭和35年8月1日 町制 足羽町   | 昭和46年9月1日 福井市に編入 | 福井市                      | 福井市 |
| 足 羽 郡 | 田治島村       | 田治島村                   | 上文殊村                   | 上文殊村                     | 昭和30年3月31日 足羽村       | 昭和35年8月1日 町制 足羽町   | 昭和46年9月1日 福井市に編入 | 福井市                      | 福井市 |
| 足 羽 郡 | 田中村         | 田中村                     | 上文殊村                   | 上文殊村                     | 昭和30年3月31日 足羽村       | 昭和35年8月1日 町制 足羽町   | 昭和46年9月1日 福井市に編入 | 福井市                      | 福井市 |
| 足 羽 郡 | 岩倉村         | 岩倉村                     | 上文殊村                   | 上文殊村                     | 昭和30年3月31日 足羽村       | 昭和35年8月1日 町制 足羽町   | 昭和46年9月1日 福井市に編入 | 福井市                      | 福井市 |
| 足 羽 郡 | 上細江村       | 上細江村                   | 下文殊村                   | 下文殊村                     | 昭和30年3月31日 足羽村       | 昭和35年8月1日 町制 足羽町   | 昭和46年9月1日 福井市に編入 | 福井市                      | 福井市 |
| 足 羽 郡 | 下細江村       | 下細江村                   | 下文殊村                   | 下文殊村                     | 昭和30年3月31日 足羽村       | 昭和35年8月1日 町制 足羽町   | 昭和46年9月1日 福井市に編入 | 福井市                      | 福井市 |
| 足 羽 郡 | 上河北村       | 上河北村                   | 下文殊村                   | 下文殊村                     | 昭和30年3月31日 足羽村       | 昭和35年8月1日 町制 足羽町   | 昭和46年9月1日 福井市に編入 | 福井市                      | 福井市 |
| 足 羽 郡 | 下河北村       | 下河北村                   | 下文殊村                   | 下文殊村                     | 昭和30年3月31日 足羽村       | 昭和35年8月1日 町制 足羽町   | 昭和46年9月1日 福井市に編入 | 福井市                      | 福井市 |
| 足 羽 郡 | 太田村         | 太田村                     | 下文殊村                   | 下文殊村                     | 昭和30年3月31日 足羽村       | 昭和35年8月1日 町制 足羽町   | 昭和46年9月1日 福井市に編入 | 福井市                      | 福井市 |
| 足 羽 郡 | 二上村         | 二上村                     | 下文殊村                   | 下文殊村                     | 昭和30年3月31日 足羽村       | 昭和35年8月1日 町制 足羽町   | 昭和46年9月1日 福井市に編入 | 福井市                      | 福井市 |
| 足 羽 郡 | 半田村         | 半田村                     | 下文殊村                   | 下文殊村                     | 昭和30年3月31日 足羽村       | 昭和35年8月1日 町制 足羽町   | 昭和46年9月1日 福井市に編入 | 福井市                      | 福井市 |
| 足 羽 郡 | 大土呂村       | 大土呂村                   | 下文殊村                   | 下文殊村                     | 昭和30年3月31日 足羽村       | 昭和35年8月1日 町制 足羽町   | 昭和46年9月1日 福井市に編入 | 福井市                      | 福井市 |
| 足 羽 郡 | 新開村         | 新開村                     | 下文殊村                   | 下文殊村                     | 昭和30年3月31日 足羽村       | 昭和35年8月1日 町制 足羽町   | 昭和46年9月1日 福井市に編入 | 福井市                      | 福井市 |
| 足 羽 郡 | 栂野村         | 栂野村                     | 酒生村                     | 酒生村                       | 昭和30年3月31日 足羽村       | 昭和35年8月1日 町制 足羽町   | 昭和46年9月1日 福井市に編入 | 福井市                      | 福井市 |
| 足 羽 郡 | 稲津村         | 稲津村                     | 酒生村                     | 酒生村                       | 昭和30年3月31日 足羽村       | 昭和35年8月1日 町制 足羽町   | 昭和46年9月1日 福井市に編入 | 福井市                      | 福井市 |
| 足 羽 郡 | 荒木新保村     | 荒木新保村                 | 酒生村                     | 酒生村                       | 昭和30年3月31日 足羽村       | 昭和35年8月1日 町制 足羽町   | 昭和46年9月1日 福井市に編入 | 福井市                      | 福井市 |
| 足 羽 郡 | 成願寺村       | 成願寺村                   | 酒生村                     | 酒生村                       | 昭和30年3月31日 足羽村       | 昭和35年8月1日 町制 足羽町   | 昭和46年9月1日 福井市に編入 | 福井市                      | 福井市 |
| 足 羽 郡 | 篠尾村         | 篠尾村                     | 酒生村                     | 酒生村                       | 昭和30年3月31日 足羽村       | 昭和35年8月1日 町制 足羽町   | 昭和46年9月1日 福井市に編入 | 福井市                      | 福井市 |
| 足 羽 郡 | 高尾村         | 高尾村                     | 酒生村                     | 酒生村                       | 昭和30年3月31日 足羽村       | 昭和35年8月1日 町制 足羽町   | 昭和46年9月1日 福井市に編入 | 福井市                      | 福井市 |
| 足 羽 郡 | 前波村         | 前波村                     | 酒生村                     | 酒生村                       | 昭和30年3月31日 足羽村       | 昭和35年8月1日 町制 足羽町   | 昭和46年9月1日 福井市に編入 | 福井市                      | 福井市 |
| 足 羽 郡 | 宿布村         | 宿布村                     | 酒生村                     | 酒生村                       | 昭和30年3月31日 足羽村       | 昭和35年8月1日 町制 足羽町   | 昭和46年9月1日 福井市に編入 | 福井市                      | 福井市 |
| 足 羽 郡 | 荒木村         | 荒木村                     | 吉田郡 岡保村              | 明治32年1月14日 酒生村に編入 | 昭和30年3月31日 足羽村       | 昭和35年8月1日 町制 足羽町   | 昭和46年9月1日 福井市に編入 | 福井市                      | 福井市 |
| 足 羽 郡 | 合島村（一部） | 合島村                     | 吉田郡 岡保村              | 明治32年1月14日 酒生村に編入 | 昭和30年3月31日 足羽村       | 昭和35年8月1日 町制 足羽町   | 昭和46年9月1日 福井市に編入 | 福井市                      | 福井市 |
| 足 羽 郡 | 東郷中島村     | 東郷中島村                 | 東郷村                     | 東郷村                       | 昭和30年7月10日 足羽村に編入 | 昭和35年8月1日 町制 足羽町   | 昭和46年9月1日 福井市に編入 | 福井市                      | 福井市 |
| 足 羽 郡 | 円成寺村       | 円成寺村                   | 東郷村                     | 東郷村                       | 昭和30年7月10日 足羽村に編入 | 昭和35年8月1日 町制 足羽町   | 昭和46年9月1日 福井市に編入 | 福井市                      | 福井市 |
| 足 羽 郡 | 下東郷村       | 下東郷村                   | 東郷村                     | 東郷村                       | 昭和30年7月10日 足羽村に編入 | 昭和35年8月1日 町制 足羽町   | 昭和46年9月1日 福井市に編入 | 福井市                      | 福井市 |
| 足 羽 郡 | 上東郷村       | 上東郷村                   | 東郷村                     | 東郷村                       | 昭和30年7月10日 足羽村に編入 | 昭和35年8月1日 町制 足羽町   | 昭和46年9月1日 福井市に編入 | 福井市                      | 福井市 |
| 足 羽 郡 | 深見村         | 深見村                     | 東郷村                     | 東郷村                       | 昭和30年7月10日 足羽村に編入 | 昭和35年8月1日 町制 足羽町   | 昭和46年9月1日 福井市に編入 | 福井市                      | 福井市 |
| 足 羽 郡 | 栃泉村         | 栃泉村                     | 東郷村                     | 東郷村                       | 昭和30年7月10日 足羽村に編入 | 昭和35年8月1日 町制 足羽町   | 昭和46年9月1日 福井市に編入 | 福井市                      | 福井市 |
| 足 羽 郡 | 東郷村         | 明治17年 東郷二ヶ村        | 東郷村                     | 東郷村                       | 昭和30年7月10日 足羽村に編入 | 昭和35年8月1日 町制 足羽町   | 昭和46年9月1日 福井市に編入 | 福井市                      | 福井市 |
| 足 羽 郡 | 福田村         | 明治17年 東郷二ヶ村        | 東郷村                     | 東郷村                       | 昭和30年7月10日 足羽村に編入 | 昭和35年8月1日 町制 足羽町   | 昭和46年9月1日 福井市に編入 | 福井市                      | 福井市 |
| 足 羽 郡 | 下毘沙門村     | 下毘沙門村                 | 東郷村                     | 東郷村                       | 昭和30年7月10日 足羽村に編入 | 昭和35年8月1日 町制 足羽町   | 昭和46年9月1日 福井市に編入 | 福井市                      | 福井市 |
| 足 羽 郡 | 中毘沙門村     | 中毘沙門村                 | 東郷村                     | 東郷村                       | 昭和30年7月10日 足羽村に編入 | 昭和35年8月1日 町制 足羽町   | 昭和46年9月1日 福井市に編入 | 福井市                      | 福井市 |
| 足 羽 郡 | 上毘沙門村     | 上毘沙門村                 | 東郷村                     | 東郷村                       | 昭和30年7月10日 足羽村に編入 | 昭和35年8月1日 町制 足羽町   | 昭和46年9月1日 福井市に編入 | 福井市                      | 福井市 |
| 足 羽 郡 | 安原村         | 安原村                     | 東郷村                     | 東郷村                       | 昭和30年7月10日 足羽村に編入 | 昭和35年8月1日 町制 足羽町   | 昭和46年9月1日 福井市に編入 | 福井市                      | 福井市 |
| 足 羽 郡 | 小路村         | 小路村                     | 東郷村                     | 東郷村                       | 昭和30年7月10日 足羽村に編入 | 昭和35年8月1日 町制 足羽町   | 昭和46年9月1日 福井市に編入 | 福井市                      | 福井市 |
| 足 羽 郡 | 南山村         | 南山村                     | 東郷村                     | 東郷村                       | 昭和30年7月10日 足羽村に編入 | 昭和35年8月1日 町制 足羽町   | 昭和46年9月1日 福井市に編入 | 福井市                      | 福井市 |
| 足 羽 郡 | 脇三ヶ村       | 脇三ヶ村                   | 東郷村                     | 東郷村                       | 昭和30年7月10日 足羽村に編入 | 昭和35年8月1日 町制 足羽町   | 昭和46年9月1日 福井市に編入 | 福井市                      | 福井市 |
| 足 羽 郡 | 品ヶ瀬村       | 品ヶ瀬村                   | 上宇坂村                   | 上宇坂村                     | 昭和30年2月11日 足羽郡美山村 | 昭和39年8月1日 町制 美山町   | 美山町                      | 平成18年2月1日 福井市に編入 | 福井市 |
| 足 羽 郡 | 朝谷島村       | 朝谷島村                   | 上宇坂村                   | 上宇坂村                     | 昭和30年2月11日 足羽郡美山村 | 昭和39年8月1日 町制 美山町   | 美山町                      | 平成18年2月1日 福井市に編入 | 福井市 |
| 足 羽 郡 | 朝谷村         | 朝谷村                     | 上宇坂村                   | 上宇坂村                     | 昭和30年2月11日 足羽郡美山村 | 昭和39年8月1日 町制 美山町   | 美山町                      | 平成18年2月1日 福井市に編入 | 福井市 |
| 足 羽 郡 | 境寺村         | 境寺村                     | 上宇坂村                   | 上宇坂村                     | 昭和30年2月11日 足羽郡美山村 | 昭和39年8月1日 町制 美山町   | 美山町                      | 平成18年2月1日 福井市に編入 | 福井市 |
| 足 羽 郡 | 椙谷村         | 椙谷村                     | 上宇坂村                   | 上宇坂村                     | 昭和30年2月11日 足羽郡美山村 | 昭和39年8月1日 町制 美山町   | 美山町                      | 平成18年2月1日 福井市に編入 | 福井市 |
| 足 羽 郡 | 小宇坂村       | 小宇坂村                   | 上宇坂村                   | 上宇坂村                     | 昭和30年2月11日 足羽郡美山村 | 昭和39年8月1日 町制 美山町   | 美山町                      | 平成18年2月1日 福井市に編入 | 福井市 |
| 足 羽 郡 | 小宇坂島村     | 小宇坂島村                 | 上宇坂村                   | 上宇坂村                     | 昭和30年2月11日 足羽郡美山村 | 昭和39年8月1日 町制 美山町   | 美山町                      | 平成18年2月1日 福井市に編入 | 福井市 |
| 足 羽 郡 | 蔵作村         | 蔵作村                     | 上宇坂村                   | 上宇坂村                     | 昭和30年2月11日 足羽郡美山村 | 昭和39年8月1日 町制 美山町   | 美山町                      | 平成18年2月1日 福井市に編入 | 福井市 |
| 足 羽 郡 | 東天田村       | 東天田村                   | 上宇坂村                   | 上宇坂村                     | 昭和30年2月11日 足羽郡美山村 | 昭和39年8月1日 町制 美山町   | 美山町                      | 平成18年2月1日 福井市に編入 | 福井市 |
| 足 羽 郡 | 西天田村       | 西天田村                   | 上宇坂村                   | 上宇坂村                     | 昭和30年2月11日 足羽郡美山村 | 昭和39年8月1日 町制 美山町   | 美山町                      | 平成18年2月1日 福井市に編入 | 福井市 |
| 足 羽 郡 | 高田村         | 高田村                     | 下宇坂村                   | 下宇坂村                     | 昭和30年2月11日 足羽郡美山村 | 昭和39年8月1日 町制 美山町   | 美山町                      | 平成18年2月1日 福井市に編入 | 福井市 |
| 足 羽 郡 | 大谷村         | 明治17年頃 改称 宇坂大谷村 | 下宇坂村                   | 下宇坂村                     | 昭和30年2月11日 足羽郡美山村 | 昭和39年8月1日 町制 美山町   | 美山町                      | 平成18年2月1日 福井市に編入 | 福井市 |
| 足 羽 郡 | 田尻村         | 田尻村                     | 下宇坂村                   | 下宇坂村                     | 昭和30年2月11日 足羽郡美山村 | 昭和39年8月1日 町制 美山町   | 美山町                      | 平成18年2月1日 福井市に編入 | 福井市 |
| 足 羽 郡 | 三万谷村       | 三万谷村                   | 下宇坂村                   | 下宇坂村                     | 昭和30年2月11日 足羽郡美山村 | 昭和39年8月1日 町制 美山町   | 美山町                      | 平成18年2月1日 福井市に編入 | 福井市 |
| 足 羽 郡 | 三万谷別所村   | 三万谷別所村               | 下宇坂村                   | 下宇坂村                     | 昭和30年2月11日 足羽郡美山村 | 昭和39年8月1日 町制 美山町   | 美山町                      | 平成18年2月1日 福井市に編入 | 福井市 |
| 足 羽 郡 | 市波村         | 市波村                     | 下宇坂村                   | 下宇坂村                     | 昭和30年2月11日 足羽郡美山村 | 昭和39年8月1日 町制 美山町   | 美山町                      | 平成18年2月1日 福井市に編入 | 福井市 |
| 足 羽 郡 | 福島村         | 福島村                     | 下宇坂村                   | 下宇坂村                     | 昭和30年2月11日 足羽郡美山村 | 昭和39年8月1日 町制 美山町   | 美山町                      | 平成18年2月1日 福井市に編入 | 福井市 |
| 足 羽 郡 | 大久保村       | 大久保村                   | 下宇坂村                   | 下宇坂村                     | 昭和30年2月11日 足羽郡美山村 | 昭和39年8月1日 町制 美山町   | 美山町                      | 平成18年2月1日 福井市に編入 | 福井市 |
| 足 羽 郡 | 奈良瀬村       | 奈良瀬村                   | 下宇坂村                   | 下宇坂村                     | 昭和30年2月11日 足羽郡美山村 | 昭和39年8月1日 町制 美山町   | 美山町                      | 平成18年2月1日 福井市に編入 | 福井市 |
| 足 羽 郡 | 小和清水村     | 小和清水村                 | 下宇坂村                   | 下宇坂村                     | 昭和30年2月11日 足羽郡美山村 | 昭和39年8月1日 町制 美山町   | 美山町                      | 平成18年2月1日 福井市に編入 | 福井市 |
| 足 羽 郡 | 獺ヶ口村       | 獺ヶ口村                   | 下宇坂村                   | 下宇坂村                     | 昭和30年2月11日 足羽郡美山村 | 昭和39年8月1日 町制 美山町   | 美山町                      | 平成18年2月1日 福井市に編入 | 福井市 |
| 大 野 郡 | 皿谷村         | 皿谷村                     | 芦見村                     | 芦見村                       | 昭和30年2月11日 足羽郡美山村 | 昭和39年8月1日 町制 美山町   | 美山町                      | 平成18年2月1日 福井市に編入 | 福井市 |
| 大 野 郡 | 所谷村         | 所谷村                     | 芦見村                     | 芦見村                       | 昭和30年2月11日 足羽郡美山村 | 昭和39年8月1日 町制 美山町   | 美山町                      | 平成18年2月1日 福井市に編入 | 福井市 |
| 大 野 郡 | 中村           | 明治17年 改称 西中村       | 芦見村                     | 芦見村                       | 昭和30年2月11日 足羽郡美山村 | 昭和39年8月1日 町制 美山町   | 美山町                      | 平成18年2月1日 福井市に編入 | 福井市 |
| 大 野 郡 | 大谷村         | 明治10年代 大籠村          | 芦見村                     | 芦見村                       | 昭和30年2月11日 足羽郡美山村 | 昭和39年8月1日 町制 美山町   | 美山町                      | 平成18年2月1日 福井市に編入 | 福井市 |
| 大 野 郡 | 籠谷村         | 明治10年代 大籠村          | 芦見村                     | 芦見村                       | 昭和30年2月11日 足羽郡美山村 | 昭和39年8月1日 町制 美山町   | 美山町                      | 平成18年2月1日 福井市に編入 | 福井市 |
| 大 野 郡 | 木吉村         | 明治7年頃 吉山村           | 芦見村                     | 芦見村                       | 昭和30年2月11日 足羽郡美山村 | 昭和39年8月1日 町制 美山町   | 美山町                      | 平成18年2月1日 福井市に編入 | 福井市 |
| 大 野 郡 | 山中村         | 明治7年頃 吉山村           | 芦見村                     | 芦見村                       | 昭和30年2月11日 足羽郡美山村 | 昭和39年8月1日 町制 美山町   | 美山町                      | 平成18年2月1日 福井市に編入 | 福井市 |
| 大 野 郡 | 西俣村         | 明治17年 改称 南西俣村     | 羽生村                     | 羽生村                       | 昭和30年2月11日 足羽郡美山村 | 昭和39年8月1日 町制 美山町   | 美山町                      | 平成18年2月1日 福井市に編入 | 福井市 |
| 大 野 郡 | 東俣村         | 東俣村                     | 羽生村                     | 羽生村                       | 昭和30年2月11日 足羽郡美山村 | 昭和39年8月1日 町制 美山町   | 美山町                      | 平成18年2月1日 福井市に編入 | 福井市 |
| 大 野 郡 | 宮地村         | 明治17年 改称 南宮地村     | 羽生村                     | 羽生村                       | 昭和30年2月11日 足羽郡美山村 | 昭和39年8月1日 町制 美山町   | 美山町                      | 平成18年2月1日 福井市に編入 | 福井市 |
| 大 野 郡 | 川上村         | 川上村                     | 羽生村                     | 羽生村                       | 昭和30年2月11日 足羽郡美山村 | 昭和39年8月1日 町制 美山町   | 美山町                      | 平成18年2月1日 福井市に編入 | 福井市 |
| 大 野 郡 | 計石村         | 計石村                     | 羽生村                     | 羽生村                       | 昭和30年2月11日 足羽郡美山村 | 昭和39年8月1日 町制 美山町   | 美山町                      | 平成18年2月1日 福井市に編入 | 福井市 |
| 大 野 郡 | 野波村         | 野波村                     | 羽生村                     | 羽生村                       | 昭和30年2月11日 足羽郡美山村 | 昭和39年8月1日 町制 美山町   | 美山町                      | 平成18年2月1日 福井市に編入 | 福井市 |
| 大 野 郡 | 大宮村         | 大宮村                     | 羽生村                     | 羽生村                       | 昭和30年2月11日 足羽郡美山村 | 昭和39年8月1日 町制 美山町   | 美山町                      | 平成18年2月1日 福井市に編入 | 福井市 |
| 大 野 郡 | 縫原村         | 縫原村                     | 羽生村                     | 羽生村                       | 昭和30年2月11日 足羽郡美山村 | 昭和39年8月1日 町制 美山町   | 美山町                      | 平成18年2月1日 福井市に編入 | 福井市 |
| 大 野 郡 | 仁位村         | 仁位村                     | 羽生村                     | 羽生村                       | 昭和30年2月11日 足羽郡美山村 | 昭和39年8月1日 町制 美山町   | 美山町                      | 平成18年2月1日 福井市に編入 | 福井市 |
| 大 野 郡 | 絵戸村         | 明治10年代 薬師村          | 羽生村                     | 羽生村                       | 昭和30年2月11日 足羽郡美山村 | 昭和39年8月1日 町制 美山町   | 美山町                      | 平成18年2月1日 福井市に編入 | 福井市 |
| 大 野 郡 | 百戸村         | 明治10年代 薬師村          | 羽生村                     | 羽生村                       | 昭和30年2月11日 足羽郡美山村 | 昭和39年8月1日 町制 美山町   | 美山町                      | 平成18年2月1日 福井市に編入 | 福井市 |
| 大 野 郡 | 間戸村         | 間戸村                     | 羽生村                     | 羽生村                       | 昭和30年2月11日 足羽郡美山村 | 昭和39年8月1日 町制 美山町   | 美山町                      | 平成18年2月1日 福井市に編入 | 福井市 |
| 大 野 郡 | 河内村         | 河内村                     | 上味見村                   | 上味見村                     | 昭和30年2月11日 足羽郡美山村 | 昭和39年8月1日 町制 美山町   | 美山町                      | 平成18年2月1日 福井市に編入 | 福井市 |
| 大 野 郡 | 神当部村       | 神当部村                   | 上味見村                   | 上味見村                     | 昭和30年2月11日 足羽郡美山村 | 昭和39年8月1日 町制 美山町   | 美山町                      | 平成18年2月1日 福井市に編入 | 福井市 |
| 大 野 郡 | 野津又村       | 明治17年 改称 南野津又村   | 上味見村                   | 上味見村                     | 昭和30年2月11日 足羽郡美山村 | 昭和39年8月1日 町制 美山町   | 美山町                      | 平成18年2月1日 福井市に編入 | 福井市 |
| 大 野 郡 | 中ノ手村       | 中ノ手村                   | 上味見村                   | 上味見村                     | 昭和30年2月11日 足羽郡美山村 | 昭和39年8月1日 町制 美山町   | 美山町                      | 平成18年2月1日 福井市に編入 | 福井市 |
| 大 野 郡 | 小当見村       | 小当見村                   | 上味見村                   | 上味見村                     | 昭和30年2月11日 足羽郡美山村 | 昭和39年8月1日 町制 美山町   | 美山町                      | 平成18年2月1日 福井市に編入 | 福井市 |
| 大 野 郡 | 市布村         | 明治17年 改称 西市布村     | 上味見村                   | 上味見村                     | 昭和30年2月11日 足羽郡美山村 | 昭和39年8月1日 町制 美山町   | 美山町                      | 平成18年2月1日 福井市に編入 | 福井市 |
| 大 野 郡 | 東河原村       | 東河原村                   | 下味見村                   | 下味見村                     | 昭和30年2月11日 足羽郡美山村 | 昭和39年8月1日 町制 美山町   | 美山町                      | 平成18年2月1日 福井市に編入 | 福井市 |
| 大 野 郡 | 西河原村       | 西河原村                   | 下味見村                   | 下味見村                     | 昭和30年2月11日 足羽郡美山村 | 昭和39年8月1日 町制 美山町   | 美山町                      | 平成18年2月1日 福井市に編入 | 福井市 |
| 大 野 郡 | 横越村         | 横越村                     | 下味見村                   | 下味見村                     | 昭和30年2月11日 足羽郡美山村 | 昭和39年8月1日 町制 美山町   | 美山町                      | 平成18年2月1日 福井市に編入 | 福井市 |
| 大 野 郡 | 折立村         | 折立村                     | 下味見村                   | 下味見村                     | 昭和30年2月11日 足羽郡美山村 | 昭和39年8月1日 町制 美山町   | 美山町                      | 平成18年2月1日 福井市に編入 | 福井市 |
| 大 野 郡 | 折立村         | 明治13年 分立 赤谷村       | 下味見村                   | 下味見村                     | 昭和30年2月11日 足羽郡美山村 | 昭和39年8月1日 町制 美山町   | 美山町                      | 平成18年2月1日 福井市に編入 | 福井市 |

## 行政
石川県足羽・吉田郡長
| 代 | 氏名 | 就任年月日                 | 退任年月日               | 備考         |
| -- | ---- | -------------------------- | ------------------------ | ------------ |
| 1  |      | 明治11年（1878年）12月17日 |                          |              |
|    |      |                            | 明治14年（1881年）2月6日 | 福井県に移管 |

福井県足羽・吉田郡長
| 代 | 氏名 | 就任年月日               | 退任年月日                | 備考 |
| -- | ---- | ------------------------ | ------------------------- | ---- |
| 1  |      | 明治14年（1881年）2月7日 |                           |      |
|    |      |                          | 明治24年（1891年）3月31日 | 廃官 |

福井県足羽郡長
| 代 | 氏名 | 就任年月日               | 退任年月日                | 備考                   |
| -- | ---- | ------------------------ | ------------------------- | ---------------------- |
| 1  |      | 明治24年（1891年）4月1日 |                           |                        |
|    |      |                          | 大正15年（1926年）6月30日 | 郡役所廃止により、廃官 |